# سه تفنگدار: ملیدی
سه تفنگدار: ملیدی (به فرانسوی: Les Trois Mousquetaires: Milady) یک فیلم حماسی اکشن-ماجراجویی محصول سال ۲۰۲۳ به کارگردانی مارتین بوربولون که بر اساس رمان سه تفنگدار در سال ۱۸۴۴ ساخته شده‌است. و دنباله سه تفنگدار: دارتانیان محسوب می‌شود، در این فیلم فرانسوا سیویل، ونسان کسل، پیو مارمای، رومن دوریس و اوا گرین ایفای نقش می‌کنند. این دو فیلم مشترکاً توسط فرانسه، آلمان، اسپانیا و بلژیک با بودجه تولید ۷۲ میلیون یورو (۷۸ میلیون دلار آمریکا)، با ۳۶٫۱ میلیون یورو برای این فیلم ساخته شده و به مدت ۱۵۰ روز پشت سر هم از ۱۶ اوت ۲۰۲۱ تا ۳ ژوئن ۲۰۲۲ فیلمبرداری شده‌است.
این فیلم اولین نمایش جهانی خود را در جشنواره سینمای فرانسوی در ریو دو ژانیرو در ۱۸ نوامبر ۲۰۲۳ انجام داد. این فیلم در فرانسه توسط پته (شرکت فیلم‌سازی) در ۱۳ دسامبر ۲۰۲۳، در بلژیک در ۱۳ دسامبر ۲۰۲۳، در ۱۴ سامبر ۲۰۲۳ در آلمان توسط کنستانتین فیلم در سینما اکران شد. و در اسپانیا در ۲۶ ژانویه ۲۰۲۴. منتشر شد، این فیلم به‌طور کلی نقدهای مثبتی از منتقدان دریافت کرد و بیش از ۲ میلیون بلیت در فرانسه فروخته‌است. و شش نامزدی در جوایز سزار ۲۰۲۴ دریافت کرد.

## خلاصه داستان
در این فیلم می‌بینیم که دارتانیان برای نجات کنستانس ربوده شده، مجبور می‌شود با ملیدی همکاری کند. بعد از آغاز جنگ و پیوستن سه تفنگدار به خط مقدم، رازی از گذشته، دوستی آن‌ها را تحت الشعاع قرار می‌دهد.

## بازخوردها
آلوسینه، یک سایت سینمایی فرانسوی، بر اساس نظرسنجی از ۳۶ نقد فرانسوی، میانگین امتیاز ۳٫۳ از ۵ را به فیلم داد.
در راتن تومیتوز بر اساس ۲۳ نقد، با میانگین وزنی ۷ از ۱۰، امتیاز ۹۱٪ را به فیلم می‌دهد.

### گیشه
این فیلم در ۱۶۴ سینما در بریتانیا اکران شد و در آنجا در رتبه ۱۶ باکس آفیس قرار گرفت و در اولین آخر هفته ۸۰۱۰۶ دلار فروش کرد. در جمهوری چک، این فیلم در ۱۳۵ سینما اکران شد و در رتبه نهم قرار گرفت و در اولین آخر هفته اکرانش ۲۵٫۳۲۰ دلار فروخت. تا فوریه ۲۰۲۴، این فیلم ۲۰٫۳۵۴٫۱۴۸ دلار در سراسر جهان فروخته‌است.